# Natalia Marasánova
Natalia Marasánova –en ruso, Наталья Марасанова– es una deportista rusa que compite en piragüismo en la modalidad de aguas tranquilas. Ganó 2 medallas en el Campeonato Mundial de Piragüismo, plata en 2011 y bronce en 2014, y 2 medallas de en el Campeonato Europeo de Piragüismo, en los años 2013 y 2014.

## Palmarés internacional
| Campeonato Mundial | Campeonato Mundial          | Campeonato Mundial | Campeonato Mundial |
| Año                | Lugar                       | Medalla            | Competición        |
| ------------------ | --------------------------- | ------------------ | ------------------ |
| 2011               | Szeged (Hungría)            | Medalla de plata   | C2 500 m           |
| 2014               | Moscú (Rusia)               | Medalla de bronce  | C2 500 m           |
| Campeonato Europeo |                             |                    |                    |
| Año                | Lugar                       | Medalla            | Competición        |
| 2013               | Montemor-o-Velho (Portugal) | Medalla de plata   | C2 500 m           |
| 2014               | Brandeburgo (Alemania)      | Medalla de bronce  | C2 500 m           |